# Mutaz Essa Barshim
Mutaz Essa Barshim (født 24. juni 1991) er en atlet fra Qatar, der har specialiseret sig i højdespring. 
Hans første store internationale resultat var guld ved de asiatiske mesterskaber i 2010.
Barshim repræsenterede derpå Qatar ved OL 2012 i London, hvor han han kom videre fra kvalifikationsrunden som syvendebedste. I finalen klarede han alle de højder, han forsøgte sig på til 2,29 m i første forsøg, hvorpå han ikke kom over 2,33 m. Dette gjorde amerikaneren Erik Kynard samt russeren Ivan Ukhov. Ukhov klarede også 2,38 m, mens Kynard ikke nåede højere op. To andre springere, briten Robbie Grabarz og canadieren Derek Drouin, klarede i lighed med Barshim 2,29 m uden at have revet ned, så disse tre stod lige og fik dermed bronze, mens Kynard fik sølv og Ukhov guld. Imidlertid blev Ukhov i 2018 fældet for brug af doping i en periode, der også omfattede OL i 2012, og derfor fik han frataget sin guldmedalje. I november 2021 opgraderede IOC derfor de følgende pladser, så Kynard fik guld, mens Barshim, Grabarz og Drouin delte sølvet.
Siden har Barshim vundet en række medaljer ved internationale mesterskaber. I 2013 vandt han således VM-sølv udendørs og i 2014 VM-guld indendørs. Samme år vandt han igen det asiatiske mesterskab, og han var derfor igen blandt favoritterne ved OL 2016 i Rio de Janeiro. Her nåede han som ti andre springere over 2,29 m i kvalifikationen, hvilket var nok til at komme i finalen. Her klarede han alle de højder, han forsøgte sig på, til 2,36 m, og da kun canadiske Drouin klarede sig bedre med 2,38 m og dermed fik guld, blev det til endnu en sølvmedalje til Barshim, mens ukrainske Bohdan Bondarenko med 2,33 m vandt bronze.
I 2017 vandt Barshim VM-guld udendørs, og i 2018 blev det til VM-sølv indendørs. Han genvandt VM-guldet i 2019 i Doha.
Han deltog endnu engang i højdespring ved OL 2020 i Tokyo (afholdt i 2021). Her var han en af de helt store favoritter, selv om han i sæsonen indtil OL ikke havde klaret sig alt for overbevisende. I finalen var niveauet meget højt, og tre springere kom over 2,37 m i første forsøg: Barshim, italieneren Gianmarco Tamberi og hviderusseren Maksim Nedasekaw. Ingen af dem nåede højere, og så blev det til bronze til Nedasekaw, der havde haft en nedrivning tidligere i finalen. Da der ikke var præcedens for at dele guldet i atletik, var der lagt op til omspringning mellem Barshim og overraskelsen Tamberi. De to springere, der var gode venner, spurgte, om ikke de kunne dele guldet, og en official sagde god for dette. Det var første gang, en atletikkonkurrence havde endt med, at to deltagere begge fik guld siden OL 2012.